# Romuald Rodrigue
Pour l’article homonyme, voir Rodrigue.
Romuald Rodrigue (né le 5 juin 1929 et mort le 19 avril 2020) est un administrateur, comptable, gérant et homme politique fédéral du Québec.

## Biographie
Né à Saint-Georges dans la région de Chaudière-Appalaches, il effectua l'ensemble de ses études dans sa ville natale. Élu député du Ralliement créditiste dans la circonscription fédérale de Beauce lors des élections de 1968, il fut défait à deux reprises à titre de candidat du Crédit social par le libéral Yves Caron en 1972 et en 1974.